# Hans Agbo
Hans Agbo (Douala, 26 settembre 1967) è un ex calciatore camerunese, di ruolo difensore.

## Carriera

### Club
Ha giocato sempre in patria.
Tra il 1989 e il 1992 ha giocato con il Prévoyance Yaoundé.
Tra il 1992 e il 1997 ha giocato per l'Olympic Mvolyé, vincendo un campionato nel 1994.
Tra il 2001 e il 2003 ha militato nel Tonnerre Yaoundé.

### Nazionale
Tra il 1989 e il 1996 ha giocato 24 partite in nazionale mettendo a segno una rete.

## Palmarès

### Competizioni nazionali
- Campionato camerunese: 1

Olympic Mvolyé: 1994